# Sesostrellus umbonatus
Sesostrellus umbonatus is een hooiwagen uit de familie Assamiidae.